# ターンティヤー・トーペー

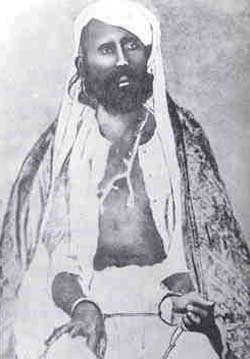
ターンティヤー・トーペー

ターンティヤー・トーペー （Tantya Tope, 1814年 - 1859年4月18日）は、インド、マラーター王国の宰相だったバージー・ラーオ2世の養子ナーナー・サーヒブの武将だった人物。インド大反乱の指導者の一人でもある。ターティヤー・トーペー（Tatya Tope）とも呼ばれる。本名はラーマチャンドラ・パーンドゥラング・トーペー。

## 生涯

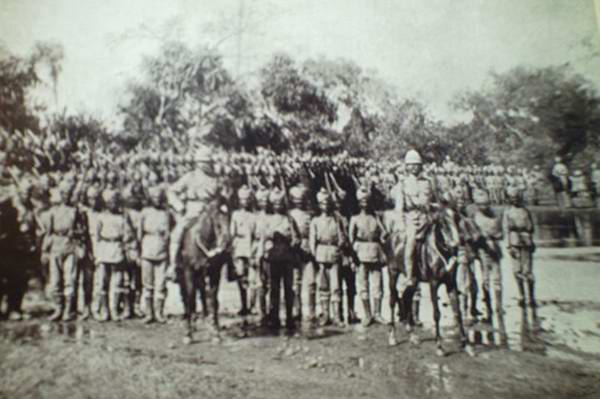
ターンティヤー・トーペーの兵士

1814年、ターンティヤー・トーペーはナーシク方面の街イェーオラーに生まれた。
なお、彼の家系はバラモンであった。
時期は不明ながら、マラーター王国最後の宰相バージー・ラーオ2世の養子ナーナー・サーヒブに仕えるようになった。
1851年、バージー・ラーオ2世が死亡したのち、ナーナー・サーヒブは失権の原理により、イギリスから年金の支払いを相続することを拒否された。これにより、ターンティヤー・トーペーはナーナー・サーヒブとともにイギリスに敵対することとなった。
1857年5月、ナーナー・サーヒブとともにビトゥールで蜂起し、カーンプルを占領した。ナーナー・サーヒブが行方不明になったのちは、ゲリラ戦を展開した。
1859年4月7日、ターンティヤー・トーペーは裏切りにあって捕えられた。そして、同月18日にシヴプリーで処刑された。